# 白河文化交流館コミネス
白河文化交流館コミネス（しらかわぶんかこうりゅうかんコミネス）は、福島県白河市にある多目的ホールである。

## 概要
2016年10月23日開館。旧白河市民会館の老朽化に伴い、これを移転する形で建設された。
管理運営は、指定管理業者であるNPO法人カルチャーネットワークにより行われている。館内に事務局が設けられている。

## 沿革
- 2011年10月 - 白河市民会館の老朽化に伴い、白河市が「白河市市民文化会館建設基本構想」を策定。
- 2014年3月26日 - 白河市市民文化会館（仮称）建設工事着工。
- 2015年10月22日 - 正式名称を「白河文化交流館コミネス」とすることが決定。
- 2016年
  - 8月6日 - 白河市民会館閉館。
  - 8月31日 - 建設工事竣工。
  - 9月1日 - カルチャーネットワークの窓口業務が白河市民会館からコミネスに移転。
  - 10月23日 - 開館。同時に、白河市の市制施行10周年記念式典が開催された。来賓として、衆議院議員・玄葉光一郎及び参議院議員・増子輝彦等の著名人が出席。
  - 10月30日 - こけら落とし公演開催。
- 2020年3月11日～5月22日 - 新型コロナウイルス感染症拡大防止のため臨時休館。

## アクセス
- JR東北本線白河駅に隣接。
- 駐車場が320台分設けられており、車での来場も可能。